# KK Primorska
O Košarkarski Klub Primorska (em português:  Primorska Basquetebol Clube), conhecido também como Koper Primorska por razões de patrocinadores, é um clube de basquetebol baseado em Koper, Eslovênia que atualmente disputa a 1.SKL e na Liga Adriática. Manda seus jogos no Arena Bonifika com capacidade para 5.000 espectadores. O clube surgiu em 2016 fruto da união entre o KOŠ Koper e o KK Lastovka.

## Histórico de Temporadas
| Temporada | Nível | Liga  | Pos. | J     | PL  | Resultado | Competições internacionais  |
| --------- | ----- | ----- | ---- | ----- | --- | --------- | --------------------------- |
| 2016-17   | 1     | 1.SKL | 7    | 12-10 |     |           | R Alpe Ádria QF             |
| 2017-18   | 1     | 1.SKL |      |       |     |           | R Liga Adriática (2ª div)   |
| 2018-19   | 1     | 1.SKL | 1    | 23-5  | 7-0 | Campeão   | R Liga Adriática (2ª div) C |

fonte:eurobasket.com